# Ciemne pole

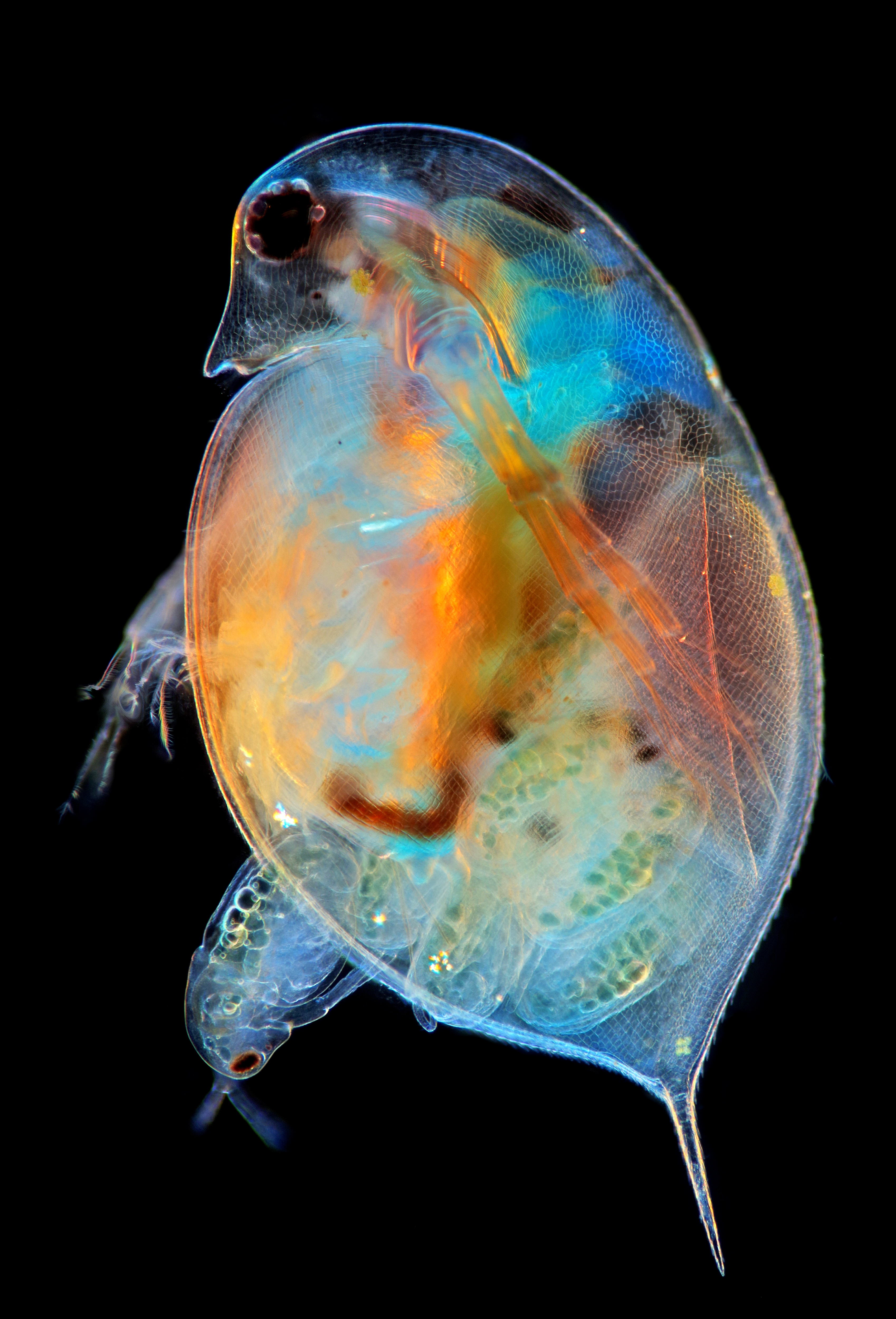
Fotografia mikroskopowa wykonana z wykorzystaniem m.in. ciemnego pola

Ciemne pole – technika obserwacji w mikroskopii, służąca do zwiększenia kontrastu w niebarwionych preparatach.
Polega na takim podaniu światła na preparat, że jedynie promienie załamane przez preparat dostają się do obiektywu. Rezultatem jest jasno świecący preparat na czarnym tle. Zaletami tej techniki są przede wszystkim prostota, niewielki koszt i możliwość obserwacji żywych preparatów. 
Ciemne pole jest wykorzystywane w mikroskopach stereoskopowych, biologicznych, oraz w mikroskopach do metalografii.